# Vårfotblomfluga
Vårfotblomfluga (Platycheirus ambiguus) är en tvåvingeart som först beskrevs av Carl Fredrik Fallén 1817.  Vårfotblomfluga ingår i släktet fotblomflugor, och familjen blomflugor. Arten är reproducerande i Sverige.